# 罗纳尔德·扬森
罗纳尔德·扬森（荷蘭語：Ronald Jansen，1963年12月30日—），荷兰男子曲棍球运动员。他曾代表荷兰参加1988年、1996年和2000年夏季奥林匹克运动会曲棍球比赛，共获得二枚金牌和一枚铜牌。